# Acamptonectes

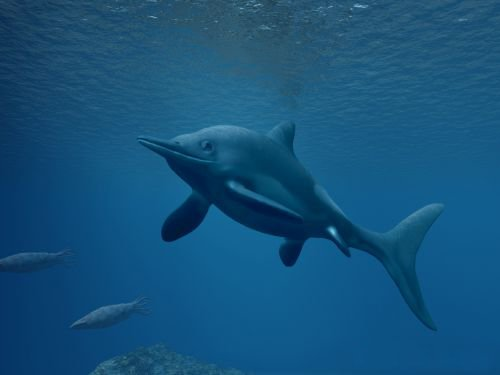
Hình minh họa Acamptonectes

Acamptonectes là một chi thằn lằn cá ophthalmosaurid đã tuyệt chủng được tìm thấy tại nước Anh và Đức. Acamptonectes lần đầu được miêu tả bởi Valentin Fischer, Michael W. Maisch, Darren Naish, Pepe Kosma, Jeff Liston, Ulrich Joger, Fritz J. Kruger, Judith Pardo. Jessica Tainsh và Robert M. Cập vào năm 2012 và có loài điển hình là Acamptonectes densus.